# Alfonso Artiaco
Alfonso Artiaco (Pozzuoli, 30 settembre 1899 – 17 ottobre 1956) è stato un politico italiano.

## Biografia
Formatosi negli ambienti cattolici, si laureò in medicina e chirurgia a 24 anni e si specializzò in ostetricia presso l’Università di Napoli.
Nella sua città natale fu tra i fondatori del Partito Popolare Italiano e consigliere comunale.
Organizzò gli Uomini di Azione Cattolica, di cui fu il primo Presidente Diocesano.
Combatté nella prima e nella seconda guerra mondiale rispettivamente col grado di marinaio e di sottotenente medico.
Antifascista, rappresentò la D.C. nel C.L.N. di Pozzuoli. Ricoprì per oltre un ventennio anche la carica di Presidente Diocesano dell'Azione Cattolica.
Eletto nella seconda legislatura al Senato della Repubblica il 7 giugno 1953 fece parte di numerose commissioni.
Morto ancora in carica, fu commemorato nella seduta del Senato il 22 Ottobre 1956 e nella seduta della Camera dei Deputati il 23 ottobre 1956; in entrambi i discorsi fu ricordato per la propositiva partecipazione e l’attenzione nei confronti delle classi sociali meno abbienti.

## Incarichi e uffici ricoperti nella Legislatura
- Gruppo Democratico Cristiano: membro dal 25 giugno 1953 al 17 ottobre 1956
- 11ª Commissione permanente (Igiene e sanità):membro dal 21 luglio 1953 al 17 ottobre 1956[4]
- Commissione speciale per l'esame del disegno di legge relativo alla concessione di indennizzi e contributi per danni di guerra: membro dal 30 ottobre 1953 al 31 dicembre 1953[5]
- Commissione speciale per l'esame del disegno di legge recante provvidenze per le zone colpite dalle alluvioni in Calabria: membro dal 18 novembre 1953 al 31 dicembre 1953[6]
- Commissione speciale per la ratifica decreti legislativi: membro dal 9 novembre 1954 al 17 ottobre 1956[7]
- Commissione speciale per l'esame del disegno di legge concernente provvedimenti straordinari per la Calabria: membro dal 16 febbraio 1955 al 13 dicembre 1955[8]
- Commissione parlamentare di inchiesta sulle condizioni dei lavoratori in Italia: membro dal 19 luglio 1955 al 17 ottobre 1956